# Polonia Przemyśl (koszykówka)
Miejski Klub Sportowy Polonia Przemyśl – klub koszykarski z Przemyśla założony w 1909 roku.

## Informacje o klubie
- Rok założenia: 1909
- Barwy: biało – czerwono – niebieskie
- Hala sportowa: Przemyśl, ul. Mickiewicza 30; pojemność – 1800 miejsc (1000 siedzących) / bilety na mecze w cenie 8 i 5 zł

## Władze klubu
- Jerzy Miśkiewicz (prezes),
- Adam Lisowiec – wiceprezes,
- Leszek Eliński – sekretarz,
- Józef Lewicki – członek, Marek Śliwiński – członek, Jan Duda – członek, Ryszard Radochoński – członek,
- Trener: Maciej Milan
- 2 Trener: Krzysztof Młot

## Kadra
| Nr | Poz. | Nar.   | Nazwisko i imię      | Data urodzenia | Wzrost | Masa ciała |
| -- | ---- | ------ | -------------------- | -------------- | ------ | ---------- |
| 16 | G/F  | Polska | Bal, Bartosz         | 1989-02-10     | 190 cm | 80 kg      |
| 8  | G/F  | Polska | Gwiazdoń, Gabriel    | 1993-11-09     | 192 cm |            |
| 15 | C    | Polska | Kolowca, Marcin      | 1987-06-07     | 209 cm |            |
| 7  | G/F  | Polska | Kukiełka, Grzegorz   | 1983-02-20     | 192 cm |            |
| 21 | C/F  | Polska | Machowski, Alexander | 1991-07-17     | 205 cm |            |
| 10 | PF   | Polska | Mikołajko, Artur     | 1979-01-04     | 195 cm | 96 kg      |
| 11 | G    | Polska | Musijowski, Jakub    | 1987-12-28     | 180 cm | 72 kg      |
| 20 | PG   | Polska | Musijowski, Michał   | 1989-08-02     | 185 cm |            |
| 9  | SG   | Polska | Płocica, Grzegorz    | 1980-07-13     | 190 cm |            |
| 6  | SF   | Polska | Przewrocki, Tomasz   | 1976-09-18     | 195 cm | 86 kg      |
| 12 | PG   | Polska | Shifman, Haran       | 1984-04-14     | 183 cm |            |
| 4  | SF   | Polska | Strzępek, Konrad     | 1995-08-26     | 195 cm |            |
| 13 | G/F  | Polska | Urban, Andrzej       | 1991-11-09     | 192 cm |            |
| 19 | C    | Polska | Wyka, Dariusz        | 1991-12-03     | 208 cm |            |
| 14 | PF   | Polska | Zabłocki, Tomasz     | 1976-02-27     | 203 cm | 103 kg     |

Trener:  Maciej Milan
 Asystenci: Krzysztof Młot

## Sukcesy
- II miejsce i wicemistrzostwo polski w sezonie 1994/1995
- III miejsce i brązowy medal mistrzostw Polski w sezonie 1995/1996
- VII miejsce mistrzostw Polski w sezonie 1996/1997
- III miejsce ex aequo z Lechem Poznań w Pucharze Polski w 1995 roku
- II miejsce w Pucharze Polski w 1997 roku

2 razy start w Pucharze Koracia, min. wygrana w Salonikach z Arisem

## Zawodnicy

### Wychowankowie
- Bohdan Likszo
- Krystian Czernichowski
- Czesław Malec
- Wiesław Langiewicz – z jego osobą związane są pierwsze sukcesy przemyskich koszykarzy.

W 1957 r. w finale Mistrzostw Polski juniorów (w których „niedźwiadki” zdobyły brązowy medal) Langiewicz zdobył tytuł króla strzelców, wygrywając rywalizację z Bohdanem Likszo z „Warmii” Olsztyn. W 1958 r. miał wielki udział w historycznym awansie koszykarzy „Polonii” do II ligi. Po spadku przemyślan z tej klasy rozgrywkowej (1959 r.) podjął studia we Wrocławiu. Wtedy też rozpoczął pierwszoligową karierę w miejscowej „Gwardii”. W wieku 23 lat mógł już pochwalić się kilkoma rekordami strzeleckimi: 49 pkt w meczu z ŁKS-em, 40 pkt. w spotkaniach z AZS-em Gdańsk i AZS-em Warszawa, 39 pkt. w spotkaniu z „Wybrzeżem” Gdańsk i 37 „oczek” w meczu ze „Śląskiem” Wrocław.
Największe sukcesy w karierze Langiewicza związane są jednak z występami w krakowskiej „Wiśle”. "„Wawelskie smoki” z Langiewiczem w składzie należały do najlepszych drużyn w Polsce. 16 października 1965 r. na Festiwalu FIBA w Krakowie, "Wisła" sprawiła ogromną niespodziankę wygrywając z reprezentacją Europy 78-70. Najskuteczniejszymi zawodnikami polskiego zespołu w tym meczu byli Bohdan Likszo (21 pkt.) i Wiesław Langiewicz (20 pkt.).
W 1968 r., gdy „Wisła” (po czterech latach) znów zdobyła mistrzostwo Polski, Wiesław Langiewicz wybrany został najlepszym polskim koszykarzem. Trenerzy pierwszoligowych drużyn i dziennikarze „Sportowca” nie mieli wątpliwości: Langiewicz zdobył 260 pkt., drugi w tym rankingu Mieczysław Łopatka zdobył tylko 65 głosów. Mimo to Langiewicz nie znalazł uznania u trenerów reprezentacji narodowej. Nie miał zaszczytu występować na Igrzyskach Olimpijskich w Tokio (1964 r.) i w Meksyku (1968 r.), gdzie grali jego klubowi koledzy: Bohdan Likszo, Krystian Czernichowski i Czesław Malec.

### Zawodnicy
Zagraniczni
- Nathan Buntin (1994-1996) Król strzelców sezonu 1994/1995 837 pkt, w którym Polonia debiutowała jako beniaminek
- Darryl Thomas (1994-1997)
- Tyrone Thomas (1997-1998)
- Kostia Galenkin (1998-1999)
- Zoran Kalpic (1999/2000)
- Mladen Erjavec (1999-2000)
- Joe Penberthy (2000/2001)
- Dominique Davis (2000/2001)
- David Jones (2001/2002)
- Jura Ziminov

Polscy
- Justyn Węglorz (1993-1995)
- Wojciech Banaś (1986-1991,1993-1996)-wychowanek
- Dariusz Szczubiał (1994-1995)
- Krzysztof Mila (1993-1998)
- Andrzej Adamek (1995-1998)
- Daniel Puchalski (1995-1997 1999-2001 2002-2007)
- Roman Rutkowski (1996-1998)
- Artur Olszanecki (1993-1999)
- Arek Miłoszewski (1994-1999)
- Paweł Machynia (2001-2002)
- Łukasz Brzózka (2001-2002)
- Tomasz Przewrocki (1992-2001,2002-2003,2010-2011)-wychowanek
- Grzegorz Płocica (1999-2004,2005-2007)-wychowanek